# Эльст, Кунрад
Ку́нрад Эл(ь)ст (нидерл. Koenraad Elst [ˈkunraˑt ˈɛlst]; род. 7 августа 1959, Лёвен, Брабант) — бельгийский востоковед, индолог, писатель и публицист. Наряду с Франсуа Готье, Эльст является одним из немногих западных авторов, активно защищающих идеи индуистского национализма. В частности, Эльст выступал в поддержку Теории исхода из Индии.
С 1992 по 1995 год Эльст был редактором фламандского националистического журнала «новых правых» «Teksten, Kommentaren en Studies», в котором выступал с критикой ислама. В разное время, он был также редактором ряда консервативных и фламандских сепаратистских изданий, таких как «Nucleus», «'t Pallieterke», «Secessie» и «The Brussels Journal».
Эльст является автором 15 книг на английском языке, большинство из которых посвящены теме индийской политики и южно-азиатского коммунализма.

## Биография
Кунрад Эльст родился в Лёвене, Бельгия, во фламандской католической семье. В его роду были христианские миссионеры и священники. Он окончил Лёвенский католический университет по специальности индология, синология и философия. Позже, в 1998 году, он получил докторскую степень в том же университете. Основная часть его докторской диссертации, которая была посвящена теме индуистского ревивализма и реформаторским движениям в индуизме, позднее вышла отдельной книгой «Decolonizing the Hindu Mind» («Деколонизация индуистского ума»). Другие отрывки из его докторской диссертации также были опубликованы как «Who is a Hindu» и «The Saffron Swastika». Эльст также обучался в Бенаресском индуистском университете в Индии. Ряд его трудов по коммунализму и индийской политике были опубликованы индийским издательством Voice of India.
В начале 1980-х годов, Эльст участвовал в движении нью-эйдж, работал в книжном магазине, в котором продавалась литература по этой тематике и организовывал ньюэйджевские собрания. Позднее, однако, он отстранился от групп нью-эйджа. В 1990-е годы у него проснулся интерес к европейскому неоязыческому движению. В 1992 году Эльст познакомился с «языческим верховным жрецом» Кунрадом Логгхе на Всемирном конгрессе этнических религий («World Congress of Ethnic Religions») и вместе с ним стал редактором неоязыческого журнала «TEKOS».
Во время своего пребывания в Бенаресском индуистском университете в период с 1988 по 1992 год, Эльст встречался и общался со многими индийскими политическими и общественными деятелями и писателями. Тогда же он написал свою первую книгу об индо-мусульманской конфронтации в Айодхье. В последующие годы он регулярно писал статьи для бельгийских и индийских изданий, и часто посещал Индию с целью изучения различных аспектов её этнической, религиозной и политической структуры, а также для встречи с индуистскими и другими деятелями и мыслителями.
В 1989 году, Эльст впервые встретился с Сита Рам Гоэлом, после прочтения его книги «History of Hindu Christian Encounters». Позднее, Эльст послал Гоэлу рукопись своей первой книги «Ram Janmabhoomi Vs. Babri Masjid: A Case Study in Hindu Muslim Conflict», посвящённой теме конфликта между мусульманами и индусами в Айодхье. Гоэл был впечатлён: «Я начал её читать и не мог остановиться. В тот же самый вечер я отдал её Рам Сварупе. Он читал её всю ночь и следующим утром позвонил мне и сказал, что книга Эльста должна быть немедленно опубликована». В августе 1990 года, Лал Кришна Адвани провёл презентацию этой книги Эльста на публичной церемонии под председательством Гирилала Джайна.
В 1998 году Эльст защитил докторскую диссертацию в Лёвенском университете по теме идеологического развития индуистского ревивализма. Он также писал на темы многокультурности, истории Древнего Китая и китайской философии, сравнительному изучению религий, полемике, связанной с языковой политикой и гипотезой арийского вторжения. В 1990-х годах Эльст приобрёл широкую известность как автор на тему индийской политики. Это произошло на фоне всё возраставшей популярности Бхаратия джаната парти — партии, проповедовавшей ценности индуистского национализма. Сам Эльст часто представляет себя как независимого учёного.
Эльст говорит, что его язык «смягчился и более сосредоточился на точках зрения, а не на группах людей, таких как мусульмане или марксистские историки». Он пишет о том, что переориентировал свои научные интересы на более фундаментальное изучение философии и вопросов древней истории, уделяя менее внимания вопросам, находящимся в центре современной политической борьбы.

## Мнения

### «Новые правые» и «Фламандский интерес»
Эльст активно участвует в публикациях фламандского националистического движения «новых правых» (нидерл. Nieuw-rechts), которое он поддерживает с начала 1990-х годов, в то же самое время подвергая его критике по некоторым вопросам.
Иногда Эльста критикуют за сотрудничество с ультраправой сепаратистской фламандской партией Фламандский интерес (нидерл. Vlaams Belang). Так, в июне 1992 года Эльст произнёс антиисламскую речь на съезде партии (в то время носившей название «Фламандский блок» (нидерл. Vlaams Blok). На том же съезде партия предложила первую версию своей антииммиграционной политической программы, состоявшей из 70-ти пунктов. В ответ на критику Эльст заявил, что выступил он там по причине того, что Фламандский интерес была единственной партией, серьёзно обсуждавшей «проблему ислама». Эльст, однако, объявил о своём несогласии с предложенным партией решением этой проблемы, и осудил присущую Фламандскому интересу ксенофобию. Эльст утверждает, что Фламандский интерес никогда не была и не будет его партией именно из-за проповедуемых ей ксенофобии и этноцентризма. Впоследствии, критики Эльста неоднократно обвиняли его в том, что он был «экспертом Фламандского интереса по исламу» и указывали на его связь с неоязыческим движением. Сам Эльст, однако, утверждает, что не поддерживает программу партии, и относится к вопросу фламандской независимости достаточно прохладно. Некоторые критики проводят различие между позициями Эльста и Филиппа Девинтера по этому вопросу. Девинтер выражает недовольства мнением Эльста о том, что «основной проблемой являются не мусульмане, а ислам».

### Ислам
В некоторых книгах и статьях Эльста содержится резкая критика ислама. В статье «From Ayodhya to Nazareth» («Из Айодхьи в Назарет»), написанной в форме открытого письма Папе римскому и епископу индийской церкви Алану де Ластику, Эльст призывает католических лидеров попросить мусульман раскаяться перед христианами, а в книге «Ayodhya And After» («Айодхья и потом») Эльст пытается провести параллели между событиями в Айодхье и израильско-палестинским конфликтом, — попытка, уже предпринимавшаяся ранее европейскими ультраправыми движениями. В другом разделе книги, Эльст проводит параллели между исламом и нацизмом. В частности, Эльст утверждает, что «проблемой являются не мусульмане, а ислам». Взгляды Эльста на ислам имеют много общего с неоконсерватизмом Ближневосточного форума, с которым Эльст периодически сотрудничает. Бельгийский журналист Поль Белиен в одной из своих публикаций сообщает, что согласно Эльсту «Несмотря на заметный демографический и военный рост, ислам приходит в упадок».

### Индуизм и индийская политика
В ряде своих книг, Эльст проявляет симпатию к движению хиндутвы, в то же самое время подвергая его некоторой критике. Например, он утверждает, что «в движении хиндутвы не существует интеллектуальной жизни» и что сторонники хиндутвы не смогли создать «основательный и последовательный взгляд на ряд вопросов, на которые любой социальный мыслитель и любая политическая партия в один прекрасный день должны будут представить своё мнение». Эльст утверждает, что в движении хиндутвы, на сегодняшний день проводится крайне мало оригинальной и полной работы. Согласно Эльсту, «Хиндутва представляет собой достаточно грубую идеологию, позаимствовавшую очень много из европейского национализма с его упором на однородность. В условиях британского колониализма, появление такого рода индуистского национализма невозможно было избежать, но я думаю, что существуют и другие альтернативы, находящиеся в бо́льшей гармонии с гениальной индуистской цивилизацией». Иногда Эльст подвергает критике движение хиндутвы за то, что оно недостаточно критикует ислам. Наиболее маргинальных авторов хиндутвы Эльст осуждает за то, что они называют Тадж-Махал индуистским храмом и утверждают, что Веды содержат в себе все секреты современной науки.
Подобного рода взаимоотношения существуют между Эльстом и индуистской националистической организацией Раштрия сваямсевак сангх (РСС). Эльст рассматривает РСС как интересное националистическое движение, в то же самое время критикуя некоторые второстепенные его аспекты. Так, например, Эльст обвиняет Раштрия Сваямсевак Сангх в том, что он «не идёт достаточно далеко в области национализма». Эльст также утверждает, что интеллектуальный вклад РСС является минимальным: «В большинстве их памфлетов и манифестов содержится много гордого патриотизма и нытья о разделе индуистской родины, но мало проникновенного анализа, который мог бы послужить базой для реальной стратегии, для новаторского политического курса».
Эльста часто критикуют за предвзятое отношение к противникам индуизма. Эльст пишет «когда индусы сетуют на такие реальные проблемы, как подрывная деятельность христианских миссионеров или исламский терроризм, подобное спонтанное и истинное понимание всегда удобно представить как артефакт пропаганды РСС».
Опубликованная в 1990 году книга Эльста «Ram Janmabhoomi vs. Babri Masjid, a Case Study in Hindu-Muslim conflict» («Рама-джанмабхуми против мечети Бабри: изучение одного из столкновений в индо-мусульманском конфликте») была первой опубликованной книгой неиндийского автора, посвящённой теме индо-мусульманского конфликта в Айодхье. По его мнению «до 1989 года, все источники (индуистские, исламские и европейские), упоминавшие о проблеме, сходились на том, что мечеть Бабри была насильственно построена на месте индуистского храма». Эльст утверждает, что политически мотивированные учёные, пользуясь своим влиянием на СМИ, навеяли сомнения относительно этого последовательного и утвердившегося взгляда на данное историческое событие. По мнению Эльста, «антихрамовая» группа в конфликте в Айодхье серьёзно нарушила научную деонтологию. Эльст утверждает, что непосредственной причиной его вмешательство в дебат был «отказ принять исторические свидетельства, произошедший в результате неправомерного использования влияния учёных и СМИ» в ходе конфликта в Айодхье.
В своей книге «Negationism in India: Concealing the Record of Islam» («Отрицательство в Индии: сокрытие истории ислама») Эльст говорит об обеливании исламской истории в Индии. Эльст утверждает, что для переписывания индийской истории и обеливания ислама прилагаются огромные усилия. Эльст сравнивает цель и методы этого предполагаемого исторического ревизионизма с отрицанием холокоста. По мнению Эльста, в Индии «отрицатели джихада» занимают доминирующее положение в научных кругах и прессе.
В книге «The Saffron Swastika» («Шафрановая свастика») Эльст анализирует понятие «индуистского фашизма» и утверждает, что «для объективного обозревателя, нет ничего удивительного в факте наличия фашистских элементов как в движении хиндутвы, так и в общей среде мыслителей антиимпериалистического индуистского пробуждения. Хотя всегда необходимо относиться насторожено к наличию тоталитарных следов в любой идеологии или движении, постоянное упоминание фашизма в антииндуистской риторике светских обозревателей является продуктом не анализа данных, а их собственной политической компульсивности».
В одной из своих статей, Эльст пишет, что существующая тенденция обвинять индуистское движение в фашизме является ни чем иным как «заново используемой старой колониалистской тактикой». Относительно полемики вокруг теории «коренных ариев» в индуистском национализме, Эльст пишет
Один из моментов, который продолжает удивлять меня в настоящем дебате, это отсутствие у обех сторон каких-либо сомнений. Лично я полагаю, что как теория арийского вторжения, так и гипотеза коренных ариев не может считаться «доказанной» по существующим стандартам, хотя одна из них уже очень близка к этому. На самом деле я наслаждаюсь указывать на недостатки теории исхода из Индии, содержащиеся в  утверждениях политизированного сообщества индийских учёных и его американских сторонников. Но я также не могу исключить возможность того, что теория, которую они защищают, может быть истинной.
Книга Эльста «Asterisk in Bharopiyasthan» поверглась критике со стороны известного деятеля индуистского национализма Н. Ш. Раджарама, которому не понравился предложенный Эльстом план по «спасению индоевропейской лингвистики от забвения». Взгляды Эльста на теорию арийского вторжения подвергаются критике такими учёными, как Ганс Хок, Эдвин Брайант, Джордж Кардона и Майкл Витцель.

### Религия и политика
Когда в начале 2007 года буддийские организации Бельгии подали прошение на получение статуса официально признанной религии, сделав это на той же самой основе, что и агностицизм, Эльст начал кампанию, направленную против подобного признания. Для проведения этой кампании он использовал свой блог и публичные выступления в культурных центрах. С целью дискредитировать прошение бельгийских буддистов, он использовал в том числе и маоистские источники (в основном по Далай-ламе и тибетскому буддизму).
В конце марта 2008 года, Эльст подверг критике решение Хьюго Клауса совершить эвтаназию. По мнению Эльста, на Клауса повлияло агностическое политическое лобби, поставившее перед собой целью скомпрометировать римско-католическую церковь.

## Влияние
Эльст пишет на английском и нидерландском языках. Его статьи часто публикуются в консервативном фламандском журнале «Nucleus». Эльст также пишет для либертарианско-консервативного Интернет-журнала «The Brussels Journal», фламандского сатирического еженедельника «'t Pallieterke» и других бельгийских и голландских изданий. Эльст также публикуется в таких популярных индийских журналах, как «Outlook India». Эльст написал послесловие к книге Даниэля Пайпса «The Rushdie Affair: The Novel, the Ayatollah, and the West» и ряд критических публикаций по исламизму на Западе. Согласно некоторым источникам, Эльст поддерживает связь с ультраправой фламандской партией Фламандский интерес.
Эльст описывает себя как «светского гуманиста, активно интересующегося религией, в особенности таоизмом и индуизмом, и внимательно наблюдающего за возрождением язычества в Европе». В своих книгах, статьях и интервью, К. Эльст излагает некоторые из своих личных мотиваций и свой интерес к индийскому коммунализму и национализму.

## Критика
Манини Чаттерджи, в своей рецензии, опубликованной в «Calcutta Telegraph», подвергла критике книгу К. Эльста «Ramjanmabhoomi vs. Babri Masjid». По её мнению, проблемой книги является частое использование таких терминов, как «может быть» и «возможно». Пауль Теуниссен, в своей критической заметке о той же книге К. Эльста, критикует его за негативное отображение Сйеда Шахабуддина.
Датский антрополог Томас Блом Хансен охарактеризовал К. Эльста как «бельгийского католика с радикально антимусульманскими взглядами, пытающегося принести какую-либо пользу как попутчик индуистского националистического движения». Ашис Нанди, один из ведущих индийских социальных, политических и культурных критиков, обвинил К. Эльста в нечестности и «моральной недостаточности». Индийский автор Мира Нанда подвергла критике К. Эльста за то, что тот считает «семитский монотеизм» ответственным за кризис, переживаемый современным обществом.
Известный индийский историк Сарвепалли Гопал в своей книге «Anatomy of a Confrontation» («Анатомия конфронтации») называет К. Эльста «занимающимся полемикой католиком, начавшим новый крестовый поход по индийской земле». Он также утверждает, что трудно принять всерьёз автора, который «говорит о веках мусульманского господства в Индии как о пропитанной кровью катастрофе».
Аюб Кхан называет Эльста самым заметным пропагандистом «Сангх паривара» на Западе. Он утверждает: «Значение его в кругах хиндутвы настолько велико, что Л. К. Адвани постоянно цитировал его во время своего свидетельства перед комиссией, расследовавшей разрушение мечети Бабри». В ответ Аюб Кхану, К. Эльст указывает на наличие критики «Сангх паривара» в своих публикациях.
Кристиан Буше критикует книгу «The Saffron Swastika» за то, что в ней К. Эльст слишком доверяет автобиографии Савитри Деви, а также за содержащееся в ней утверждение Эльста о бисексуальности Савитри.
Индуистские ревивалисты, как правило, относятся благосклонно к К. Эльсту и его трудам. Дэвид Фроули пишет, что Эльст является экспертом в политических и социальных проблемах Индии, детально занимающийся их исследованием, и что с ним не может сравнится ни один западный автор или исследователь.
Ответ К. Эльста на бо́льшую часть критики оппонентов можно найти в его книгах и статьях.

## Книги и публикации
- «Dr. Ambedkar — A True Aryan» (1993)
- «Asterisk in Bharopiyasthan», Koenraad Elst, Voice of India
- «Ayodhya, The Finale — Science versus Secularism the Excavations Debate» (2003) ISBN 81-85990-77-8
- «Ayodhya: The Case Against the Temple» (2002) ISBN 81-85990-75-1
- «Ayodhya and After: Issues Before Hindu Society» (1991)
- «BJP vis-à-vis Hindu Resurgence» (1997) ISBN 81-85990-47-6
- «Decolonizing the Hindu Mind — Ideological Development of Hindu Revivalism» Rupa, Delhi (2001) ISBN 81-7167-519-0
- «The Demographic Siege» (1997) ISBN 81-85990-50-6
- «Indigenous Indians: Agastya to Ambedkar», Voice of India (1993)
- «Gandhi and Godse — A review and a critique» ISBN 81-85990-71-9 (transl: Pourquoi j’ai tué Gandhi, examen critique de la défense de Nathuram Godse par Koenraad Elst, Les Belles Lettres)
- «Negationism in India: Concealing the Record of Islam» (1992) ISBN 81-85990-01-8
- «Psychology of Prophetism — A Secular Look at the Bible» (1993) ISBN 81-85990-00-X
- «Ram Janmabhoomi vs. Babri Masjid. A Case Study in Hindu-Muslim Conflict». Voice of India, Delhi 1990. (a large part of this book is included in Vinay Chandra Mishra and Parmanand Singh, eds.: Ram Janmabhoomi Babri Masjid, Historical Documents, Legal Opinions & Judgments, Bar Council of India Trust, Delhi 1991.)
- «Return of the Swastika», Koenraad Elst, Voice of India
- «The Saffron Swastika — The Notion of Hindu Fascism» (2001) ISBN 81-85990-69-7
- «Update on the Aryan Invasion Debate» Aditya Prakashan (1999) ISBN 81-86471-77-4
- «Who is a Hindu?» (2001) ISBN 81-85990-74-3
- «Linguistic Aspects of the Aryan Non-Invasion Theory», In Edwin Bryant and Laurie L. Patton (editors). Indo-Aryan Controversy: Evidence and Inference in Indian History (англ.). — Routledge/Curzon, 2005. — ISBN 0-7007-1463-4.
- «The Rushdie affair’s legacy». Postscript to Daniel Pipes: The Rushdie Affair: The Novel, the Ayatollah, and the West (1990), Transaction Publishers, paperback (2003) ISBN 0-7658-0996-6
- «Gujarat After Godhra : Real Violence, Selective Outrage» Edited by Ramesh N. Rao and Koenraad Elst. New Delhi, Har-Anand Pub., 2003, 248 p., ISBN 81-241-0917-6.
- «The Ayodhya demolition: an evaluation», in Dasgupta, S., et al.: The Ayodhya Reference, q.v., p. 123—154.
- «The Ayodhya debate», in Pollet, G., ed.: Indian Epic Values. Râmâyana and Its Impact, Peeters, Leuven 1995, q.v., p. 21-42. BJP Hindu Resurgence. Voice of India, Delhi 1997. (adapted from a paper of the International Ramayana Conference and the October 1995 Annual South Asia Conference in Madison, Wisconsin)
- «The Ayodhya debate: focus on the „no temple“ evidence», World Archaeological Congress, 1998
- «India’s Only Communalist: In Commemoration of Sita Ram Goel» (edited by Koenraad Elst, 2005) ISBN 81-85990-78-6
- «The Rushdie Rules» Архивная копия от 17 сентября 2008 на Wayback Machine Middle East Quarterly, June 1998
- Foreword to: «The Prolonged Partition and Its Pogroms Testimonies on Violence against Hindus in East Bengal (1946—1964)» by A. J. Kamra.
- «Banning Hindu Revaluation», Observer of Business and Politics, 1-12-1993,